# Joanna Biedermann
Joanna Biedermann – polska pilotka, szybowniczka i baloniarz.

## Życiorys
Pochodzi z Grudziądza. Ukończyła Liceum Ogólnokształcące im. Bolesława Chrobrego w Grudziądzu. W okresie nauki w szkole średniej ukończyła kurs szybowcowy w aeroklubie w Lisich Kątach. Studiowała oceanografię na Uniwersytecie Gdańskim. Od 2000 roku pracuje jako pilot liniowy w samolotach pasażerskich. Pracowała jako kapitan w Eurolocie. Od 2006 roku pracuje w PLL LOT. W 2014 roku była jedną z 9 Polek, które pracowały jako piloci w tej firmie. Pełniła funkcję pierwszego pilota.
Jako pilot szybowcowy w 2007 roku zdobyła brązowy medal na mistrzostwach świata w szybownictwie w klasie standard, tytuł wicemistrzyni Europy kobiet w klasie klub w 1999 roku. W VI Szybowcowych Mistrzostwach Świata Kobiet w Arboga w 2011 zakończyła zawody na 13 pozycji ). W 2014 roku została mistrzynią Polski kobiet w klasie Klub A. W 2016 roku na XXII Szybowcowych Mistrzostwach Polski w Michałkowie k. Ostrowa Wielkopolskiego zdobyła brązowy medal. W 2017 roku podczas szybowcowych mistrzostw świata w Zbraslavicach zajęła 6. miejsce w klasie 18 metrów. Startuje jako zawodniczka Aeroklubu Nadwiślańskiego i jest członkiem kadry narodowej.
Startuje również w zawodach i imprezach balonowych.